# Якобчук Володимир Вікторович
Володи́мир Ві́кторович Якобчу́к (1987—2014) — молодший сержант Збройних сил України, оператор-навідник бойової машини, учасник російсько-української війни.

## Життєпис
Народився 1987 року в селі Литовеж Іваничівського району. 2004-го закінчив литовезьку ЗОШ. В Луцькому університеті ім. Лесі Українки здобув професію психолога. З 2010 року перебував на контрактній службі, брав участь в миротворчих операціях. Доглядав хворого брата — до Африки (9 місяців у Конго) поїхав аби зібрати кошти на лікування.
На фронт пішов добровольцем. Молодший сержант, 80-та окрема високомобільна десантна бригада. Бронежилети їм привезли аж у червні.
Загинув 17 червня поблизу Луганська — у бою з терористами біля селища Металіст. Хлопців на 3-х БТРах спрямували на допомогу бійцям батальйону «Айдар», що потрапили в засідку. Терористи атакували із засідки колону українських військових. Після вибуху від перехресного вогню з гранатометів у першому БТРі загинули всі. Бій тривав майже добу — лише на другий день вояки змогли вибратись з-під обстрілів, віднайти місце дислокації й повідомити про загиблих. Тоді ж полягли старший лейтенант Владислав Файфура, сержант Віктор Мігован, молодший сержант Ігор Крисоватий, старший солдат Віктор Піцул, солдат Максим Доник, солдат Ілля Валявський, солдат Юрій Мізунський та старший солдат Ілля Леонтій. Дружина в час загибелі Володимира знепритомніла — о 08:30. Аж 20 червня підтвердили його смерть. Антоніна дві доби зі світлиною чоловіка ходила по хаті.
Похований в Литовежі. 21-22 червня 2014 року в Іваничівському районі були оголошені дні жалоби.
Без Володимира лишились мама Наталія Василівна, дружина Антоніна (побралися 2010-го) і двоє синів — Владислав 2010 р.н. й Артем 2011 р.н.

## Нагороди та вшанування
- 2 серпня 2014 року — за особисту мужність і героїзм, виявлені у захисті державного суверенітету та територіальної цілісності України, вірність військовій присязі під час російсько-української війни, відзначений — нагороджений орденом «За мужність» III ступеня (посмертно).
- рішенням 37-ї сесії Іваничівської районної ради Литовезькій ЗОШ І-ІІІ ступенів присвоєно ім'я Володимира Якобчука (2.4.2015)
- 15 травня 2015 року в литовезькій школі відкрито та освячено меморіальну дошку випускнику Володимиру Якобчуку.